# Дащенко, Анатолий Иосифович
Анато́лий Ио́сифович Дащенко (1929—2015) — советский и российский учёный, доктор технических наук, профессор, специалист в области автоматизации механосборочного машиностроительного производства, Заслуженный деятель науки и техники РСФСР

## Биография
Родился 16.06.1929 в Днепродзержинске в семье инженера-литейщика.
В 1937 году поступил в школу в Днепродзержинске, во время Великой Отечественной войны был эвакуирован в Татарскую АССР, где окончил 7 классов железнодорожной школы. В 1944 г. переехал в Харьков, осенью 1946 года сдал экзамены на аттестат зрелости на подготовительных курсах при Харьковском механико-машиностроительном институте и был зачислен на 1 курс Московского полиграфического института, который окончил в 1951 году.
По распределению был направлен в Государственный научно-исследовательский институт проектирования полиграфических предприятий, там работал до февраля 1953 года в должности инженера-конструктора.
В 1953—1956 аспирант Института машиноведения АН СССР (ИМАШ им. А. А. Благонравова).
С октября 1955 года работал в лаборатории технологии машиноведения ИМАШ АН СССР в должности младшего научного сотрудника, а с 1960 года — старшего научного сотрудника.
Осенью 1961 года избран на должность доцента Всесоюзного заочного политехнического института, а в 1966 году утвержден в ученом звании доцента по кафедре «Технология машиностроения» Московского автомеханического института (МАМИ).
С 1986 по 2010 год руководил кафедрой «Комплексная автоматизация машиностроения» (КАМ) в МАМИ.
Умер 16 февраля 2015 года.

## Научная и педагогическая деятельность
C февраля 1953 по май 1956 года работал над кандидатской диссертацией на тему «Исследование работы и конструкций малых агрегатных полуавтоматов» и успешно её защитил.
В 1975 году защитил докторскую диссертацию на тему «Основы агрегатирования технологического оборудования с оптимальной концентрацией операций».
В 1977 году присвоено ученое звание профессора.
Разработал технологические основы оптимизации процессов механосборочного производства и синтеза автоматизированного оборудования, компонуемого по агрегатно-модульному принципу, опубликованы свыше 200 трудов, из них 15 монографий, учебников и учебных пособий не только на русском языке, подготовлены 1 доктор, 17 кандидатов наук.
Им была сформирована научная школа специалистов, продолжающих исследования в области синтеза технологических процессов с оптимальной концентрацией операций. Кафедра «КАМ» Комплексной автоматизации машиностроения в МАМИ,которой профессор А. И. Дащенко руководил с 1986 по 2010 год, сотрудничала с западноевропейскими производителями технологического оборудования и автомобильными предприятиями по вопросам проектирования, исследования и эксплуатации технологического оборудования автомобильных производств.
В рамках международной научно-организационной работы, совместно с работниками промышленности им была разработана «Программа международного сотрудничества в области автоматизации и механизации сборочных процессов в машиностроении» при Государственном комитете СССР по науке и технике (ГКНТ СССР). В ней участвовали организации пяти машиностроительных министерств. По этой программе, научным руководителем которой он являлся, профессор А. И. Дащенко курировал работы с ГДР, Болгарией, Польшей на основе межправительственных соглашений.

## Основные сочинения
- Дащенко А. И. Методика исследования силовых узлов агрегатных полуавтоматов. Передовой научно-технический опыт. Тема 22, № М-59-71/4. М., 1959, — 44 с.
- Дащенко А. И. Жесткость и точность фиксации агрегатных полуавтоматов. Передовой научно-технический опыт. Тема 8, Ш60-185/32. М., 1960, — 48 с.
- Дащенко А. И. Станки из крупных блоков. Издательство Академии наук СССР, М., 1961.
- Дащенко А. И., Нахапетян Е. Г. Проектирование, расчет и исследование основных узлов автоматических линий и агрегатных станков. Наука, М., 1963
- Дащенко А. И., Нахапетян Е. Г. Проектирование, расчет и исследование основных узлов автоматических линий и агрегатных станков. Наука, М., 1964, — 237 с.
- Дащенко А. И., Шмелев А. И. Конструкция и наладка агрегатных станков. Учебное пособие. М., 1965
- Дащенко А. И., Шмелев А. И. Конструкции и наладка агрегатных станков. Высшая школа, М., 1977, — 368 с.
- Дащенко А. И., Мамакаев P.M. Методика определения жесткости основных узлов агрегатных станков. Известия вузов. Машиностроение, 1972, № 7, — 124 −129 с.
- Белоусов А. П., Дащенко А. И., Полянский П. М. и др. Автоматизация процессов машиностроения. Высшая школа, М., 1973, — с.456
- Дащенко А. И. Основы агрегатирования технологического оборудования с оптимальной концентрацией операций. Дис. . докт. техн.наук. — М., 1975, — 291 с.
- Наладка агрегатных станков. Дащенко А. И. Учебник. 1982, Высшая школа, 152 стр.
- Дащенко А. И., Белоусов А. П. Проектирование автоматических линий. Учебник. Высшая школа, М., 1983, — 323 с.
- Дащенко А. И., Межов А. Е. Многокритериальный оптимизационный синтез автоматических систем машин на основе использования теории нечетких множеств. Машиностроение, М., 1983.
- Автоматические линии в машиностроении: Справочник В 3 т. Под общ. ред. А. И. Дащенко. Машиностроение, М., 1984—1985, — 480 с.
- Дащенко А. И. Станочные автоматические линии, том 2, 1984, — 408 с.
- Автоматизация процессов в машиностроении. Под общ. ред. А. И. Дащенко. Высшая школа, М., 1991, — 479 с.
- Артемьев Б. П., Дащенко А. И., Елхов П. Е. и др. Технология двигателестроения, 1-е издание. Машиностроение, М., 1992.
- Дащенко А. И., Гладков В. И., Елхов П. Е. и др. Технология двигателестроения, 2-е издание. МГТУ МАМИ, М., 2001.
- Под. ред. Дащенко А. И., Технология автомобилестроения, М. Академический Проект, 2005, — 624 с.
- Под. ред. Дащенко А. И., Технология двигателестроения, М. Высшая школа, 2006, — 609 с.
- Manufacturing Technologies for Machines of the Future: 21st Century Technologies (Производственные технологии для машин будущего: технологии XXI века). Под общ. ред. А. И. Дащенко. Springer, Heidelberg, 2004.
- Reconfigurable Manufacturing Systems and Transformable Factories (Реконфигурируемые производственные системы и трансформируемые заводы). Под общ. ред. А. И. Дащенко. Springer, Heidelberg, 2006.

## Награды
В 1986 году присвоено почетное звание Заслуженный деятель науки и техники РСФСР. Награждён Американским биографическим институтом (ABI) персонально учрежденной золотой медалью для награждения выдающихся специалистов России за вклад в развитие своей страны и её народа (Gold Medal for Contributions to my Country and its People) в 2006 году и медалью почёта для награждения интеллектуальных работников России за выдающиеся достижения в науке и технологии (Presidential Seal of Honor for Exemplary Achievements in the Field of Science and Technology) в 2008 году.